# Biblioteca Alagoniana
La Biblioteca Alagoniana è la biblioteca arcivescovile di Siracusa ed è ospitata nel Palazzo Arcivescovile.
Prende il nome da Giovanni Battista Alagona, vescovo di Siracusa nell'ultimo quarto del XVIII secolo, che fondò la biblioteca nel 1780, mettendola a disposizione del seminario vescovile.

## Dotazione
Il patrimonio della biblioteca consiste soprattutto in una vasta raccolta di pubblicazioni teologiche, filosofiche, letterarie e storiche, con particolare riferimento alla storia della città e della Sicilia.
Il tesoro della Biblioteca Alagoniana è costituito da 21 codici manoscritti latini, greci e arabi. Tra di essi sono notevoli un Corano commentato, le "Istituzioni di rettorica" dell'umanista Giorgio Trapezunzio (1397-1486), un evangeliario greco del 1125 (ℓ 574), un altro lezionario greco del XV secolo (ℓ 575), il "Libro d'Ore della Beata Vergine Maria" con miniature di stile fiammingo (secolo XIV) e una Bibbia in caratteri gotici.
Fra le edizioni a stampa le più antiche comprendono 70 incunaboli dal 1470 al 1500. Da segnalare un esemplare del "Liber Chronicarum" di Hartmann Schedel, nell'edizione norimberghese del Koberger (1493), la "Biblia pauperum" e il "Manipulus curatorum" di Guy de Monterochen, stampato a Roma da Johannes Bulle di Brema.
In totale la biblioteca custodisce 72 811 volumi.